# Oak Lawn (Illinois)
Oak Lawn ist eine Gemeinde im Cook County im US-Bundesstaat Illinois in den Vereinigten Staaten. Das U.S. Census Bureau hat bei der Volkszählung 2020 eine Einwohnerzahl von 58.362 ermittelt.

## Geografie
Oak Lawn bildet einen Vorort Chicagos und liegt 25 km südwestlich der Stadt. Das Gemeindegebiet hat eine Größe von 22,3 km².

## Geschichte
Am 21. April 1967 traf ein zerstörerischer Tornado die Gemeinde Oak Lawn. Um 17:30 berührte ein Tornado der geschätzten Stärke F4 den Boden bei Palos Hills. Er verstärkte sich noch und verursachte einen 26 km langen Pfad der Zerstörung (104 km/h Bodengeschwindigkeit) durch Oak Lawn, Hometown, Evergreen Park und die Südseite von Chicago, bevor er auf den Michigansee weiterzog. 33 Leute starben und es gab über 1000 Verletzte. 152 Häuser wurden zerstört und 900 beschädigt. Der Schaden betrug insgesamt 50 Mio. USD.

## Oak Lawn Stop Sign Program

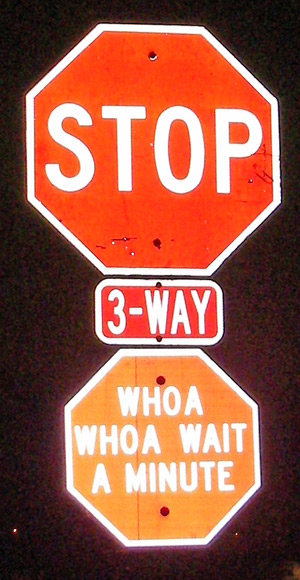
Stoppsignal mit Hinweistafel

2007 begann Oak Lawn ihre Stoppzeichen mit humorvollen Hinweistafeln zu ergänzen, um die Fahrzeuglenker dazu zu bringen, die Zeichen mehr zu beachten. Die Hinweistafeln waren eine Idee des Gemeindepräsidenten, und Einwohner wurden aufgefordert, eigene Ideen einzureichen.
Die Federal Highway Administration (FHWA) und IDOT äußerten Bedenken zur Verwendung dieser nicht-konformen Tafeln, und so wurden diese im April 2008 wieder entfernt. Zuerst weigerte sich der Gemeindepräsident, aber IDOT drohte, Infrastrukturgelder zurückzubehalten.

## Demografische Daten
Laut dem United States Census 2000 lebten 55.245 Einwohner in 22.220 Haushalten. Die Bevölkerung setzte sich aus 93,35 % Weißen, 1,73 % Asiaten und 1,22 % Schwarzen zusammen. Hispanics oder Latinos stellten 5,33 % der Bevölkerung. Das Pro-Kopf-Einkommen betrug 23.877 US-Dollar und 5,4 % der Bevölkerung lebte unter der Armutsgrenze.

## Verkehr
Oak Lawn hat eine Haltestelle an der Linie SouthWest Service der METRA, die einen täglichen Fahrdienst zwischen Manhattan und Chicago sicherstellt.

## Bekannte Bewohner
- David A. Johnston (1949–1980), Vulkanologe
- Christopher Wlezien (* 1961), Politikwissenschaftler
- Dan Donegan (* 1968), Musiker und Musikproduzent
- Kevin Birmingham (1971–2023), römisch-katholischer Geistlicher und Weihbischof in Chicago
- Kendall Coyne Schofield (* 1992), Eishockeyspielerin
- Juice Wrld (Jarad Higgins 1998–2019), Rapper, Sänger und Songwriter